# Allium karistanum
Allium karistanum är en amaryllisväxtart som beskrevs av Brullo, Pavone och Cristina Salmeri. Allium karistanum ingår i släktet lökar, och familjen amaryllisväxter. Inga underarter finns listade i Catalogue of Life.